# 毛约罗什·伊什特万
毛约罗什·伊什特万（匈牙利語：Majoros István，1974年7月11日—），匈牙利男子摔跤运动员。他曾代表匈牙利参加2000年和2004年夏季奥林匹克运动会摔跤比赛，其中2004年奥运会获得一枚金牌。